# Adolfo Nef
Adolfo Nef Sanhueza (18 de gener de 1946) és un exfutbolista xilè.

## Selecció de Xile
Va formar part de l'equip xilè a la Copa del Món de 1974.